# Rhytidoponera rufiventris
Rhytidoponera rufiventris é uma espécie de formiga do gênero Rhytidoponera.